# Jan Platil
Jan Platil (* 9. Februar 1983 in Kladno, Tschechoslowakei) ist ein tschechischer Eishockeyspieler, der seit 2020 beim HC Letci Letňany in der fünftklassigen tschechischen Krajske souteze muzu spielt.

## Karriere
Jan Platil begann seine Karriere als Eishockeyspieler in seiner Heimatstadt in der Nachwuchsabteilung des HC Kladno, für dessen Profimannschaft er in der Saison 1999/2000 sein Debüt in der tschechischen Extraliga gab. In seinem Rookiejahr blieb er dabei in neun Spielen punktlos und erhielt zwei Strafminuten. Anschließend ging der Verteidiger nach Nordamerika, wo er zunächst von 2000 bis 2003 für die Barrie Colts, die ihn beim CHL Import Draft 2000 an insgesamt neunter Stelle gezogen hatten, in der kanadischen Juniorenliga Ontario Hockey League aktiv war. In diesem Zeitraum wurde er im NHL Entry Draft 2001 in der siebten Runde als insgesamt 218. Spieler von den Ottawa Senators ausgewählt. Für deren Farmteam, die Binghamton Senators, spielte er von 2003 bis 2006 in der American Hockey League und erzielte dabei in 209 Spielen 28 Scorerpunkte, davon ein Tor.
Die Saison 2006/07 begann Platil bei Lukko Rauma in der finnischen SM-liiga. Im Laufe der Spielzeit wechselte er zum HK ZSKA Moskau aus der russischen Superliga. In dieser verbrachte er auch die folgende Spielzeit, jedoch bei Amur Chabarowsk. Zur Saison 2008/09 wurde der Linksschütze vom HK Traktor Tscheljabinsk aus der neu gegründeten Kontinentalen Hockey-Liga verpflichtet. Nach eineinhalb Jahren beim HK Traktor, kehrte er im Dezember 2009 in seine tschechische Heimat zurück, wo er die Saison 2009/10 beim HC Oceláři Třinec in der Extraliga beendete. Zudem kam er als Leihspieler zu einem Einsatz für den HC Šumperk in der Relegation der zweitklassigen 1. Liga.
Die Saison 2010/11 begann Platil bei seinem Heimatverein HC Kladno in Tschechien. Im weiteren Saisonverlauf stand er in zwei Spielen für den HK Poprad in der slowakischen Extraliga auf dem Eis. Im Januar 2011 unterschrieb der ehemalige tschechische Nationalspieler einen Vertrag bei den Nürnberg Ice Tigers, für die er bis Saisonende in insgesamt 21 Spielen eine Torvorlage gab und mit denen er in den Pre-Playoffs an den Adler Mannheim scheiterte. Im September 2011 wurde er von Orli Znojmo verpflichtet. Anschließend spielte er in schnellem Wechsel für verschiedenen Klubs aus Tschechien, der Slowakei, Finnland und England. Seit 2019 lässt er seine Karriere in der fünftklassigen tschechischen Krajske souteze muzu ausklingen.

### International
Für Tschechien nahm Platil im Juniorenbereich ausschließlich an der U18-Junioren-Weltmeisterschaft 2001 teil. Im Seniorenbereich stand er 2007 und 2009 im Aufgebot seines Landes bei der Euro Hockey Tour sowie bei der Weltmeisterschaft 2007.